# Sistieren
Sistieren bedeutet in der Medizin das Stillstehen oder Zum-Stillstand-Kommen eines physiologischen Vorgangs oder eines pathologischen Prozesses. Auch das Weiterbestehen von Symptomen trotz eingeleiteter Behandlung wird als Sistieren bezeichnet.
Das Sistieren einer Erkrankung bedeutet, dass sie vorerst oder endgültig nicht weiter fortschreitet. Eine Blutung sistiert, wenn sie durch eigene Blutgerinnung oder durch blutungsstillende Maßnahmen zum Stillstand kommt. Infektionen können auch nach Sistieren der Symptome für einen weiteren Zeitraum ansteckend bleiben. Bei einer Apneu sistiert der Atemstrom länger als 10  Sekunden.